# ブルース・アリーナ
ブルース・アリーナ(Bruce Arena, 1951年9月21日 - )は、アメリカ・ニューヨーク市、ブルックリン生まれのサッカー指導者。元アメリカ代表監督。現在はメジャーリーグサッカーのニューイングランド・レボリューションの監督を務めている。

## 経歴
ブルースはいくつかのスポーツで秀でていたが、特に秀でていたのがサッカーとラクロスだった。
高校卒業後に地元の独立リーグのクラブで1年ゴールキーパーとしてプレーした後、1969年、ナッソー・コミュニティ・カレッジに入学。そこでサッカーとラクロスの本格的キャリアをスタートさせる。1970年と1971年には両競技の大学の全米代表に選ばれるなど活躍を見せる。1971年、コーネル大学に編入。1972年にもラクロスの大学の全米代表に選ばれた。サッカーへの情熱は決して高くなかったが、コーチからのアドバイスなどもありサッカーのプレーも続けた。
1973年にはサッカーでアメリカ代表になり代表キャップをつける。また、1974年の世界ラクロス選手権にも出場しラクロスでもアメリカ代表になる。
コーネル大学を卒業したブルースは北米サッカーリーグのニューヨーク・コスモスからドラフト指名を受けるがこれを断り、ラクロスのリーグ、ナショナル・ラクロス・リーグのモントリオール・ケベコアに入団する。しかし、1975年にナショナル・ラクロス・リーグがわずか2年の歴史で廃止になり無所属になる。1976年、関係者のつてでアメリカン・サッカー・リーグ（北米サッカーリーグとは別のリーグ）のタコマ・タイズに入団し ピュージット・サウンド大学でサッカーのコーチを務めながらプレーするが、チームがわずか1年で解散し再び無所属となる。
1977年、コーネル大学に戻りラクロスのアシスタントコーチを務めた後、1978年、ヴァージニア大学からサッカーとラクロスのコーチのオファーを受けて受託。サッカーとラクロスのコーチ業の両立が始まる。1985年からはサッカーのコーチ一筋となる。ヴァージニア大学では18年もの長きに渡りコーチを務め、通算295勝58敗32引き分けの高い勝率を残す。またクラウディオ・レイナなどの選手を育成している。
1996年1月、MLSに新規参入したD.C. ユナイテッドの初代監督に就任。就任1年目でMLSカップとUSオープンカップの2冠を達成する。同年夏、U-23アメリカ代表を率いてアトランタオリンピックに出場している。
1997年もD.C. ユナイテッドの勢いは続き、MLSカップ2連覇を達成。ブルースはMLSのコーチ・オブ・ザ・イヤー（年間最優秀監督）を受賞する。1998年はMLSカップではアシスタントコーチとして彼の元で働いた経験があるボブ・ブラッドリー率いるシカゴ・ファイアーに負け優勝を逃すが、CONCACAFチャンピオンズカップ（現CONCACAFチャンピオンズリーグ）でメキシコのトルーカFCを下し初優勝を果たす。同年行われたコパ・インテラメリカーナでは南米王者のCRヴァスコ・ダ・ガマを下し優勝する快挙も成し遂げている。
1998年10月、アメリカ代表の監督に就任。CONCACAFゴールドカップ2回優勝、FIFAランキングでの最高位（4位、2006年4月に記録）、2002 FIFAワールドカップでの8強などの輝かしい実績を残し高い評価を受ける。特に2002 FIFAワールドカップでは韓国、ポーランド、ポルトガルが同居したグループを2位で勝ちぬけ、決勝トーナメントの1回戦で長年のライバルのメキシコを下した実績はブルースの評価を不動にした。
しかし、2006年の2006 FIFAワールドカップではイタリア、ガーナ、チェコと同居するグループに入りグループリーグ最下位に終わる。ブルースの契約は更新されずワールドカップ後に代表監督を退任する。1998年の就任から2006年の退任までの通算71勝30敗29引き分けの成績はアメリカ代表史上最高の数字である。
2006年7月、レッドブルに買収され改称したレッドブル・ニューヨークの監督に就任するが、2007年11月に成績不良を理由に辞任する。
2008年8月18日、ロサンゼルス・ギャラクシーの監督に就任。
2016年11月22日、再びサッカーアメリカ合衆国代表の監督に就任。2017年10月13日、アメリカ合衆国代表が2018 FIFAワールドカップ・北中米カリブ海5次予選で5位に終わり予選敗退となったことで辞意を表明。

## 代表歴

### 試合数
- 国際Aマッチ 1試合 0得点（1973年）[1]

| アメリカ代表 | 国際Aマッチ | 国際Aマッチ |
| 年           | 出場        | 得点        |
| ------------ | ----------- | ----------- |
| 1973         | 1           | 0           |
| 通算         | 1           | 0           |

## 監督成績
2019年10月19日現在
| クラブ                               | 就任           | 退任           | 記録 | 記録 | 記録 | 記録 | 記録   |
| クラブ                               | 就任           | 退任           | 試   | 勝   | 分   | 敗   | 勝率   |
| ------------------------------------ | -------------- | -------------- | ---- | ---- | ---- | ---- | ------ |
| D.C. ユナイテッド                    | 1996年1月3日   | 1998年8月1日   | 107  | 60   | 13   | 34   | 056.07 |
| アメリカ代表                         | 1998年8月1日   | 2006年7月14日  | 130  | 75   | 27   | 28   | 057.69 |
| レッドブル・ニューヨーク             | 2006年7月18日  | 2007年11月5日  | 48   | 18   | 11   | 19   | 037.50 |
| ロサンゼルス・ギャラクシー           | 2008年8月18日  | 2016年11月21日 | 333  | 162  | 77   | 94   | 048.65 |
| アメリカ代表                         | 2016年11月22日 | 2017年10月13日 | 18   | 10   | 6    | 2    | 055.56 |
| ニューイングランド・レボリューション | 2019年5月14日  |                | 24   | 9    | 10   | 5    | 037.50 |
| 合計                                 | 合計           | 合計           | 659  | 333  | 144  | 182  | 050.53 |

## タイトル

### 指導者時代
ヴァージニア大学
- カレッジカップ：5回（1989、1991、1992、1993、1994）
- ACC男子サッカートーナメント：6回（1988、1991、1992、1993、1994、1995）

D.C. ユナイテッド
- MLSカップ：2回（1996、1997）
- サポーターズ・シールド：1回（1997）
- イースタン・カンファレンス：3回（1996、1997、1998）
- USオープンカップ：1回（1996）
- CONCACAFチャンピオンズリーグ：1回（1998）
- コパ・インテルアメリカーナ：1回（1998）

ロサンゼルス・ギャラクシー
- MLSカップ：3回（2011、2012、2014）
- サポーターズ・シールド：2回（2010、2011）
- ウェスタン・カンファレンス：4回（2009、2011、2012、2014）

ニューイングランド・レボリューション
- サポーターズ・シールド：1回 (2021)

アメリカ合衆国代表
- CONCACAFゴールドカップ：3回（2002、2005、2017）

個人
- MLS年間最優秀監督：3回（1997、2009、2011）

## 関係項目
- ボブ・ブラッドリー